# بلدی (داغستان)
بلدی (به لاتین: Beledi) یک منطقهٔ مسکونی در روسیه است که در داغستان واقع شده‌است.